# Aphodius leucopterus
Aphodius leucopterus es una especie de coleóptero de la familia Scarabaeidae.

## Distribución geográfica
Habita en el paleártico: la Europa mediterránea, Oriente Próximo y el Magreb.